# FC Mecklenburg Schwerin
Maillots
Dernière mise à jour : 14 février 2011.
Le FC Mecklenburg Schwerin est un club allemand de football localisé dans la ville de Schwerin dans le Mecklembourg-Poméranie-Occidentale.
Le club est issu d’une fusion, le 1er juillet 1997, entre le Schweriner SC et le 1. FSV Schwerin puis d'une autre fusion en 2013 entre l'Eintracht Schwerin et le FCM Schwerin.

## Repères historiques
- 1947 – constitution de SPORTGEMEINSCHAFT SCHWERIN.
- 1948 - constitution de DEUTSCHE SPORTGEMEINSCHAFT VOLKSPOLIZEI SCHWERIN.
- 1949 - SPORTGEMEINSCHAFT SCHWERIN fut renommé BETRIEBSSPORTGEMEINSCHAFT VORWÄRTS SCHWERIN.
- 1950 - BETRIEBSSPORTGEMEINSCHAFT VORWÄRTS SCHWERIN fut renommé BETRIEBSSPORTGEMEINSCHAFT EINHEIT SCHWERIN.
- 1952 – déménagement de l’équipe "Premières" de DEUTSCHE SPORTGEMEINSCHAFT VOLKSPOLIZEI SCHWERIN vers Rostock. L’équipe "Réserves" prend le nom de SPORTGEMEINSCHAFT DYNAMO SCHWERIN.
- 1957 - BETRIEBSSPORTGEMEINSCHAFT EINGEIT SCHWERIN devint SPORT-CLUB TRAKTOR SCHWERIN.
- 1964 - SPORT-CLUB TRAKTOR SCHWERIN devint BETRIEBSSPORTGEMEINSCHAFT MOTOR SCHWERIN.
- 1988 - BETRIEBSSPORTGEMEINSCHAFT MOTOR SCHWERIN devint BETRIEBSSPORTGEMEINSCHAFT MOTOR KABELWERK SCHWERIN.
- 1990 - BETRIEBSSPORTGEMEINSCHAFT MOTOR KABELWERK SCHWERIN devint SPORT VEREIN SCHWERINER KABELWERK.
- 1990 – 17/04/1990, SPORTGEMEINSCHAFT DYNAMO SCHWERIN devint POLIZEI SPORTVEREIN SCHWERIN.
- 1991 - SPORT VEREIN SCHWERINER KABELWERK devint SCHWERINER SPORT-CLUB.
- 1991 – 01/07/1991, POLIZEI SPORTVEREIN SCHWERIN devint FUSSBALL SPORTVEREIN SCHWERIN.
- 1996 – La section football du SCHWERINER SPORT-CLUB devint indépendante sous le nom de FUSSBALL CLUB EINTRACHT SCHWERIN.
- 1997 – 01/07/1997, FUSSBALL SPORTVEREIN SCHWERIN fut englobé dans le FUSSBALL CLUB EINTRACHT SCHWERIN.
- 2013 - L'Eintracht Schwerin fusionne avec le FCM Schwerin pour donner le FC Mecklenburg Schwerin

## Histoire avant 1945
Avant la Seconde Guerre mondiale, la localité de Schwerin compta plusieurs clubs (Schweriner FC 03, FC Vorwärts Schwerin 1904,…) qui tous furent dissous par les Alliés en 1945 (voir Directive n°23).
Il n’y a pas de traces certaines que des membres de ces anciens cercles furent partie prenante de la reconstitution de clubs après 1945. Il est probable que le fait eut lieu, mais on ne dispose pas de traces tangibles.

## Histoire après 1945
Le FC Eintracht Schwerin rassemble l’Histoire de plusieurs anciens clubs de l’époque de la RDA. Ces clubs furent essentiellement soutenus par les entreprises d’Etat des ateliers de fabrication de câbles (Kabelwerks) de l’entité de Schwerin.
Sous différents noms, ils jouèrent en DDR-Liga, en Bezirksliga Schwerin et même une saison en DDR-Oberliga.

### 1. FSV Schwerin
Le prédécesseur du 1. FSV Schwerin fut la Schweriner Volkspolizei qui fut créée en 1948 sous le nom de SG Deutsche Volkspolizei Schwerin. L’équipe Premières de ce club fut transféré en 1952 vers Rostock et devint le SG Volkspolizei Rostock. L’équipe Réserves devint alors la nouvelle équipe fanion sous la dénomination de SG Dynamo Schwerin.

#### SG Dynamo Schwerin

Logo du SG Dynamo Schwerin

Dès 1953, le SG Dynamo Schwerin monta en Bezirksliga Schwerin et remporta le titre la saison suivante. Le club joua une saison en DDR-Liga, puis celle-ci fut scindée. Le SG Dynamo fut alors versé en II. DDR-Liga.
En 1957, le club fut relégué en Bezirksliga Schwerin qui était donc devenue le 4e niveau. Il en remporta directement le titre et remonta.
Au terme de la saison 1962-1963, la II. DDR-Liga fut dissoute. Mais comme il en remporta la titre du Groupe 1, le SG Dynamo Schwerin accéda au niveau 2 (la "I. DDR-Liga" qui redevenait "DDR-Liga").
Le SG Dynamo Schwerin s’installa alors définitivement en DDR-Liga. Il en remporta le titre du Groupe A en 1975 mais sans réussir à accéder à la DDR-Oberliga.lors du tour final. Il fut aussi deux fois vice-champion du Groupe A (1977 et 1984).
Dans le courant de la saison 1989-1990, la DDR-Liga fut renommée NOFV-Liga. Le 17 avril 1990 le SG Dynamo Schwerin devint le Polizei SV Schwerin.

#### Polizei SV Schwerin

Logo du Polizei SV Schwerin

Lors de la saison 1989-1990, le SG Dynamo Schwerin disputa la finale de la FDGB-Pokal et s’inclina (2-1) contre le Dynamo Dresde.
Comme le grand club saxon était aussi champion de RDA, le désormais Polizei SV Schwerin eut l’honneur de participer à la Coupe d’Europe des Vainqueurs de Coupe. Il y fut éliminé, au premier tour, par l’Austria Vienne (0-2 à domicile et 0-0 en déplacement).
Au terme de la saison suivante, le PSV Schwerin fut relégué vers la Verbandsliga Mecklemburg-Vorpommern, soit le 4e niveau du football allemand réunifié. Le 1er juillet 1991, il fut rebaptisé 1. FSV Schwerin.

#### 1. FSV Schwerin

Logo du 1. FSV Schwerin

Vice-champion en 1992, il conquit le titre l’année suivante et monta en Oberliga Nordost. Le séjour au troisième niveau ne dura qu’une saison car qu terme du championnat 1993-1994 furent instaurées les Regionalligen en tant que Division 3. Le 1. FSV Schwerin passa alors en Oberliga Nordost Nord (Niveau 4).
Le 1er juillet 1997, le club fusionna avec la section football du Schweriner SC, devenue indépendante l’année précédente, pour former le FC Eintracht Schwerin.
En 2003 un Sportgemeinschaft (SG) Dynamo Schwerin fut refondé. Lors de la saison 2006-2007, le SG Dynamo Schwerin obtint la première place dans la Bezirksliga West et monta dans l’actuelle Landesliga West. C’était sa troisième montée consécutive. Il fut vice-champion en 2008 et manqua donc de peu une 4e promotion de suite ! En 2010, le SG Dynamo Schwerin est toujours en Landesliga West.

### Schweriner SC

#### SG Schwerin / BSG Vorwärts Schwerin

Ancien logo du SG Vorwärts Schwerin

Ce cercle fut constitué en 1945 sous l’appellation SG Schwerin. Il participa à diverses compétitions locales. En 1947, alors que la DFB recouvrait les prérogatives abandonnées sous le régime nazi, un premier championnat officiel fut réorganisé. Les différentes équipes engagées luttèrent au sein de leur zone d’occupation. Le tour final de la compétition organisée dans la zone soviétique reçut en Allemand, le nom de Ostzonemeisterschaft. Deux équipes de chaque Länder furent qualifiées. En tant que champion du Länder de Mecklemburg-Vorpommern, le SG Schwerin en fit partie. Il fut éliminé (1-3) en Quarts de finale, par le futur champion, le SG Planitz.
Le club se qualifia aussi pour le Ostzonemeisterschaft de 1949. Il ne franchit pas le tour préliminaire en s’inclinant (2-0) à Cottbus contre le BSG "Franz-Mehring" Marga.
Le SG Schwerin fut alors rebaptisé BSG Vorwärts Schwerin en 1949. Ses prestations récentes lui valurent d’être retenu comme fondateur de la DDR-Oberliga, la plus haute division est-allemande.
Terminant à la dernière des 14 places, le cercle fut relégué vers la DDR-Liga.

#### BSG Einheit Schwerin
Relégué d’Oberliga, le club devint par la force des choses un des fondateurs de la DDR-Liga pour la saison 1950-1951. En janvier 1951, le club fut renommé BSG Einheit Schwerin.
En 1952, il fut relégué vers l’étage inférieur, une des quinze séries dites Bezirksliga créées à partir de la saison suivante. Pour la troisième fois, le cercle fut donc un club fondateur d’une ligue est-allemande! Cette fois, il s’agissait de la Bezirksliga Schwerin.
En 1956, le BSG Einheit Schwerin remporta le titre en Bezirksliga Schwerin (la ligue était devenue le 4e niveau après la scission de la DDR-Liga en I. DDR-Liga et en II. DDR-Liga). Mais ce titre ne lui permit pas de monter.
Cette même année 1956, les dirigeants politiques intervinrent de nouveau. Une partie du BSG Einheit fut regroupée avec le SC Traktor Schwerin tandis que le reste rejoignit l’ASG Vorwärts Schwerin.

#### SC Traktor Schwerin
En 1957, le SC Traktor Schwerin remporta la Bezirksliga et monta en II. DDR-Liga. Le club joua cinq saisons dans le Groupe 1 de cette ligue qui fut dissoute à la fin de la saison 1962-1963.
Le cercle fut alors reversé en Bezirksliga Schwerin qui redevenait le 3e niveau de la hiérarchie de la Deutscher Fussball Verband der DDR (DFV). En 1964, le SC Traktor fut vice-champion. Peu après la fin de saison, le club fut rebaptisé BSG Motor Schwerin.

#### BSG Motor Schwerin

Ancien logo du BSG Motor Schwerin

En 1967, BSG Motor remporta la Bezirksliga Schwerin mais échoua lors du tour final.
Après des places de vice-champion en 1969 et en 1970, le club décrocha le titre 1972 et monta en la DDR-Liga.
Relégué en 1974, le Motor Schwerin enleva le titre deux ans plus tard et retourna au deuxième niveau. À la fin du championnat suivant, il redescendit.
Hormis, une accessit de vice-champion en 1979, le cercle dut attendre 1983 pour retrouver le titre et réintégrer une nouvelle fois la DDR-Liga. Une fois encore, il redescendit directement.
Au terme de la saison 1986-1987, le BSG Motor Schwerin enleva son cinquième titre en Bezirksliga, mais ne parvint pas à se classer en ordre utile lors du tour final.

#### BSG Motor Kabelwerk Schwerin
En 1988, le BSG Motor Schwerin fut renommé BSG Motor Kabelwerk Schwerin.

#### SV Schweriner Kabelwerk
Dans le courant de la saison 1989-1990, les effets de la Chute du Mur de Berlin se firent sentir. Les clubs redevinrent des organismes civils, priés de subvenir eux-mêmes à leurs besoins financiers. En 1990, le club prit le nom de SV Schweriner Kabelwerk.
En 1992, le Schweriner SC fut restructuré en incorporant par la fusion du SV Schweriner Kabelwerk avec le VfL Schwerin (fruit d'une fusion entre l'ISG Tiefbau et le FSV Grün-Weiss Schwerin).
Reversé en Verbansliga Mecklemburg-Vorpommern (soit le 4e niveau du football allemand réunifié) pour la saison 1991-1992, le Schweriner SC ne put éviter la dernière place et descendit en Landesliga Mecklemburg-Vorpommern (niveau 5). Il remonta en Verbansliga en vue de la saison 1994-1995. Il assura son maintien lors des deux saisons suivantes.
En 1996, la section football du Schweriner SC devint un club indépendant, puis le 1er juillet 1997, il fusionna avec le 1. FSV Schwerin pour former le FC Eintracht Schwerin.
Au même moment, l'équipe "Réserve" du 1.FSV Schwerin devint le Schweriner SC et prit sa place en Landesliga West. Elle en fut reléguée en 2003. En 2009, le Schweriner SC termina vice-champion de la Berzirksliga West et remonta en Landesliga West. En 2010, elle y termina 3e alors qu'à l'autre bout du tableau l'équipe Réserves du FC Eintracht descendait en Bezirksliga.

### FC Eintracht Schwerin

ancien logo de l'Eintracht Schwerin

Lors du championnat 1997-1998, le club prit la place qu’occupait le 1. FSV Schwerin en Oberliga Nordost Nord (niveau 4).
Après deux saisons terminées au quatrième rang, le club fut relégué en 2000. Il conquit le titre de Verbandsliga Mecklembourg-Vorpommern dès l’année suivante et remonta.
Après deux nouvelles saisons en Oberliga Nordost Nord, le FC Eintracht Schwerin fut relégué.

### FC Mecklenburg Schwerin
Le 28 mai 2013, l'Eintracht Schwerin fusionne avec le FCM Schwerin, un club issu du SG Dynamo Schwerin refondé en  2003, pour donner le FC Mecklenburg Schwerin.

## Palmarès

### SG Dynamo Schwerin
- Champion de la Bezirksliga Schwerin: 1954, 1958
- Champion de la II. DDR-Liga, Groupe A: 1963.
- Champion de la DDR-Liga, Groupe A: 1975.
- Vice-champion de la DDR-Liga, Groupe A: 1977, 1984.

### 1. FSV Schwerin
- Champion de la Verbandsliga Mecklemburg-Vorpommern: 1993
- Vice-champion de la Verbandsliga Mecklemburg-Vorpommern: 1992

### SG Schwerin
- Champion de la Landesklasse Mecklemburg-Vorpommern: 1948.

### BSG Einheit Schwerin
- Champion de la Bezirksliga Schwerin: 1956.
- Vice-champion de la Bezirksliga Schwerin: 1953.

### SC Traktor Schwerin
- Champion de la Bezirksliga Schwerin: 1957.
- Vice-champion de la Bezirksliga Schwerin: 1964.
- Vice-champion de la II. DDR-Liga, Groupe 1: 1959.

### BSG Motor Schwerin
- Champion de la Bezirksliga Schwerin: 1967, 1972, 1976, 1983, 1987.
- Vice-champion de la Bezirksliga Schwerin: 1969, 1970, 1979.

### FC Eintracht Schwerin
- Champion de Verbandsliga Mecklembourg-Vorpommern: 2001

## Palmarès (Total 1. FSV Schwerin et ses prédécesseurs)
Le 1. FSV Schwerin et ses prédécesseurs accumulèrent les titres suivants:
- 2x champion de la Bezirksliga Schwerin (1954, 1958)
- 1x champion de la II. DDR-Liga, Groupe A (1963)
- 1x champion de la DDR-Liga, Groupe A (1975)
- 2x vice-champion de la DDR-Liga, Groupe A (1977, 1984)
- 1x champion de la Verbandsliga Mecklemburg-Vorpommern (1993)
- 1x vice-champion de la Verbandsliga Mecklemburg-Vorpommern (1992)

## Palmarès (Total Schweriner SC et ses prédécesseurs)
- 1x champion de la Landeklasse Mecklemburg-Vorpommern (1948)
- 7x champion de la Bezirksliga Schwerin (1956, 1957, 1967, 1972, 1976, 1983, 1987).
- 5x vice-champion de la Bezirksliga Schwerin (1953, 1964, 1969, 1970, 1979)
- 1x vice-champion de la II. DDR-Liga, Groupe 1 (1959)

## Localisation

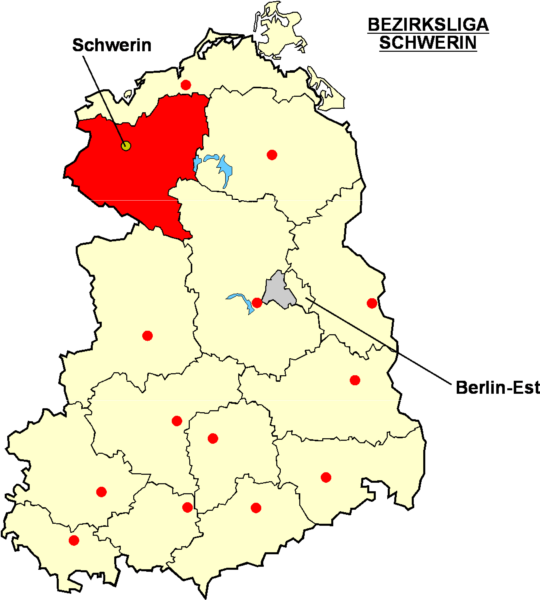
Localisation de Schwerin dans la Bezirksliga Schwerin

## Anciens joueurs connus
- Steffen Baumgart
- Steffen Benthin
- Matthias Breitkreutz
- Andreas Reinke
- Wolf-Rüdiger Netz